# Енбек (Восточно-Казахстанская область)
Енбек (каз. Еңбек) — село в Катон-Карагайском районе Восточно-Казахстанской области Казахстана. Входит в состав Урыльского сельского округа. Код КАТО — 635457300.

## Население
В 1999 году население села составляло 613 человек (290 мужчин и 323 женщины). По данным переписи 2009 года, в селе проживало 440 человек (213 мужчин и 227 женщин).